# Васильевка (Десятуховское сельское поселение)
Васильевка — поселок в Стародубском муниципальном округе Брянской области.

## География
Находится в западной части Брянской области на расстоянии приблизительно 5 км на юго-восток по прямой от районного центра города Стародуб.

## История
В 1859 году здесь на владельческом хуторе Василевка (Василевской) Стародубского уезда Черниговской губернии учтены 4 двора, 14 жителей и винокуренный завод. На карте 1941 года показано как Красная Васильевка с 69 дворами. До 2020 года входил в состав Десятуховского сельского поселения Стародубского района до их упразднения.

## Население
| 2010 | 2013 |
| ---- | ---- |
| 21   | ↘20  |

Численность населения: 4 человека (1959 год), 83 человека в 2002 году (русские 100 %), 85 в 2010.